# Voleibol nos Jogos Pan-Americanos de 2011 - Masculino
O torneio masculino de voleibol nos Jogos Pan-Americanos de 2011 ocorreu entre 24 e 29 de outubro no Complexo Pan-Americano de Voleibol. Oito equipes participaram do evento.

## Medalhistas
|  | BRA Brasil |  | CUB Cuba |  | ARG Argentina |
|  | Bruno Rezende Gustavo Endres Luiz Felipe Fonteles Murilo Radke Maurício Borges Thiago Alves Maurício de Souza Renato Russomanno Wallace Martins Éder Carbonera Wallace de Souza Mário Pedreira Júnior |  | Wilfredo León Yassel Perdomo Keibel Gutiérrez Rolando Cepeda Yulián Durán Henry Bell Raydel Hierrezuelo Dariel Albo Isbel Mesa Yosniel Guillén Yoandry Díaz Fernando Hernández |  | Iván Castellani Nicolás Uriarte Maximiliano Cavanna Gonzalo Quiroga Nicolás Bruno Sebastián Solé Federico Pereyra Alejandro Toro Pablo Crer Mariano Giustiniano Franco López Maximiliano Gauna |

## Formato
As oito equipes foram divididas em dois grupos de quatro equipes. Cada equipe enfrentou as outras equipes do mesmo grupo, totalizando três jogos. A vencedora de cada grupo se classificou diretamente as semifinais e as classificadas em segundo e terceiro lugar disputaram as quartas-de-final. As restantes seleções dos grupos disputaram os jogos de definição do quinto ao oitavo lugar contra as perdedoras das quartas. Nas semifinais, as vencedoras disputaram a final e as perdedoras a medalha de bronze.

## Primeira fase
|  | Equipes classificadas à semifinais        |
|  | Equipes classificadas às quartas-de-final |
|  | Equipes classificadas à disputa de 5º–8º  |

Todas as partidas seguem o fuso horário local (UTC-6).

### Grupo A
|     |               |     | Jogos | Jogos | Jogos | Pontos | Pontos | Pontos | Sets | Sets | Sets  |
| Pos | Equipe        | Pts | T     | V     | D     | V      | P      | R      | V    | P    | R     |
| --- | ------------- | --- | ----- | ----- | ----- | ------ | ------ | ------ | ---- | ---- | ----- |
| 1   | CUB Cuba      | 8   | 3     | 3     | 0     | 257    | 224    | 1.147  | 9    | 2    | 4.500 |
| 2   | ARG Argentina | 5   | 3     | 2     | 1     | 331    | 331    | 1,000  | 8    | 7    | 1.143 |
| 3   | MEX México    | 4   | 3     | 1     | 2     | 271    | 278    | 0.975  | 5    | 7    | 0.714 |
| 4   | VEN Venezuela | 1   | 3     | 0     | 3     | 266    | 292    | 0.911  | 3    | 9    | 0.333 |

| 24 de outubro 15:00 Relatório | Cuba           | 3–2                           | Argentina      | Complexo Pan-Americano de Voleibol, Guadalajara Público: 2 317 Árbitro(s): CAN Dziewirz e USA Genitrini |
| 24 de outubro 15:00 Relatório | 25 18 24 25 15 | Set 1 Set 2 Set 3 Set 4 Set 5 | 22 25 26 18 13 | Complexo Pan-Americano de Voleibol, Guadalajara Público: 2 317 Árbitro(s): CAN Dziewirz e USA Genitrini |

| 24 de outubro 20:00 Relatório | Venezuela     | 1–3                           | México     | Complexo Pan-Americano de Voleibol, Guadalajara Público: 3 800 Árbitro(s): BRA Silveira e PUR Piñero |
| 24 de outubro 20:00 Relatório | 23 20 28 21 – | Set 1 Set 2 Set 3 Set 4 Set 5 | 25 26 25 – | Complexo Pan-Americano de Voleibol, Guadalajara Público: 3 800 Árbitro(s): BRA Silveira e PUR Piñero |

| 25 de outubro 15:00 Relatório | Cuba | 3–0                           | Venezuela  | Complexo Pan-Americano de Voleibol, Guadalajara Público: 3 000 Árbitro(s): DOM Ramírez e CAN Dziewirz |
| 25 de outubro 15:00 Relatório | 25 – | Set 1 Set 2 Set 3 Set 4 Set 5 | 20 21 17 – | Complexo Pan-Americano de Voleibol, Guadalajara Público: 3 000 Árbitro(s): DOM Ramírez e CAN Dziewirz |

| 25 de outubro 20:00 Relatório | Argentina | 3–2                           | México      | Complexo Pan-Americano de Voleibol, Guadalajara Público: 3 600 Árbitro(s): USA Genitrini e PUR Piñero |
| 25 de outubro 20:00 Relatório | 25 21 15  | Set 1 Set 2 Set 3 Set 4 Set 5 | 23 27 25 10 | Complexo Pan-Americano de Voleibol, Guadalajara Público: 3 600 Árbitro(s): USA Genitrini e PUR Piñero |

| 26 de outubro 15:00 Relatório | Argentina      | 3–2                           | Venezuela      | Complexo Pan-Americano de Voleibol, Guadalajara Público: 2 700 Árbitro(s): PUR Piñero e DOM Ramírez |
| 26 de outubro 15:00 Relatório | 25 21 29 23 18 | Set 1 Set 2 Set 3 Set 4 Set 5 | 23 25 27 25 16 | Complexo Pan-Americano de Voleibol, Guadalajara Público: 2 700 Árbitro(s): PUR Piñero e DOM Ramírez |

| 26 de outubro 18:00 Relatório | Cuba | 3–0                           | México     | Complexo Pan-Americano de Voleibol, Guadalajara Público: 3 500 Árbitro(s): BRA Silveira e CAN Dziewirz |
| 26 de outubro 18:00 Relatório | 25 – | Set 1 Set 2 Set 3 Set 4 Set 5 | 18 21 23 – | Complexo Pan-Americano de Voleibol, Guadalajara Público: 3 500 Árbitro(s): BRA Silveira e CAN Dziewirz |

### Grupo B
|     |                    |     | Jogos | Jogos | Jogos | Pontos | Pontos | Pontos | Sets | Sets | Sets  |
| Pos | Equipe             | Pts | T     | V     | D     | V      | P      | R      | V    | P    | R     |
| --- | ------------------ | --- | ----- | ----- | ----- | ------ | ------ | ------ | ---- | ---- | ----- |
| 1   | BRA Brasil         | 9   | 3     | 3     | 0     | 243    | 171    | 1.421  | 9    | 1    | 9,000 |
| 2   | PUR Porto Rico     | 4   | 3     | 1     | 2     | 227    | 244    | 0.930  | 5    | 6    | 0.833 |
| 3   | USA Estados Unidos | 3   | 3     | 1     | 2     | 313    | 324    | 0.966  | 6    | 8    | 0.750 |
| 4   | CAN Canadá         | 2   | 3     | 1     | 2     | 238    | 282    | 0.844  | 3    | 8    | 0.375 |

| 24 de outubro 13:00 Relatório | Estados Unidos | 3–2                           | Porto Rico     | Complexo Pan-Americano de Voleibol, Guadalajara Público: 2 400 Árbitro(s): ARG Pierobon e MEX González |
| 24 de outubro 13:00 Relatório | 22 25 20 25 15 | Set 1 Set 2 Set 3 Set 4 Set 5 | 25 19 25 16 13 | Complexo Pan-Americano de Voleibol, Guadalajara Público: 2 400 Árbitro(s): ARG Pierobon e MEX González |

| 24 de outubro 18:00 Relatório | Brasil | 3–0                           | Canadá  | Complexo Pan-Americano de Voleibol, Guadalajara Público: 2 800 Árbitro(s): CUB Castillo e DOM Ramírez |
| 24 de outubro 18:00 Relatório | 25 –   | Set 1 Set 2 Set 3 Set 4 Set 5 | 17 13 – | Complexo Pan-Americano de Voleibol, Guadalajara Público: 2 800 Árbitro(s): CUB Castillo e DOM Ramírez |

| 25 de outubro 13:00 Relatório | Brasil | 3–0                           | Porto Rico | Complexo Pan-Americano de Voleibol, Guadalajara Público: 3 200 Árbitro(s): MEX González e CUB Castillo |
| 25 de outubro 13:00 Relatório | 25 –   | Set 1 Set 2 Set 3 Set 4 Set 5 | 22 14 18 – | Complexo Pan-Americano de Voleibol, Guadalajara Público: 3 200 Árbitro(s): MEX González e CUB Castillo |

| 25 de outubro 18:00 | Estados Unidos | 2–3                           | Canadá         | Complexo Pan-Americano de Voleibol, Guadalajara Público: 3 500 Árbitro(s): VEN Giménez e ARG Pierobon |
| 25 de outubro 18:00 | 25 23 39 33 12 | Set 1 Set 2 Set 3 Set 4 Set 5 | 21 25 37 35 15 | Complexo Pan-Americano de Voleibol, Guadalajara Público: 3 500 Árbitro(s): VEN Giménez e ARG Pierobon |

| 26 de outubro 13:00 Relatório | Porto Rico | 3–0                           | Canadá     | Complexo Pan-Americano de Voleibol, Guadalajara Público: 3 000 Árbitro(s): ARG Pierobon e CAN Dziewirz |
| 26 de outubro 13:00 Relatório | 25 –       | Set 1 Set 2 Set 3 Set 4 Set 5 | 22 17 23 – | Complexo Pan-Americano de Voleibol, Guadalajara Público: 3 000 Árbitro(s): ARG Pierobon e CAN Dziewirz |

| 26 de outubro 20:00 Relatório | Brasil  | 3–1                           | Estados Unidos | Complexo Pan-Americano de Voleibol, Guadalajara Público: 3 011 Árbitro(s): CUB Castillo e VEN Giménez |
| 26 de outubro 20:00 Relatório | 18 25 – | Set 1 Set 2 Set 3 Set 4 Set 5 | 25 17 14 18 –  | Complexo Pan-Americano de Voleibol, Guadalajara Público: 3 011 Árbitro(s): CUB Castillo e VEN Giménez |

## Fase final
|  | Quartas-de-final | Quartas-de-final | Quartas-de-final |  |  | Semifinais | Semifinais | Semifinais |  |  | Medalha de ouro   | Medalha de ouro   | Medalha de ouro   |
|  |                  |                  |                  |  |  |            |            |            |  |  |                   |                   |                   |
|  |                  |                  |                  |  |  | B1         | Brasil     | 3          |  |  |                   |                   |                   |
|  | A2               | Argentina        | 3                |  |  | A2         | Argentina  | 1          |  |  |                   |                   |                   |
|  | B3               | Estados Unidos   | 2                |  |  |            |            |            |  |  | B1                | Brasil            | 3                 |
|  |                  |                  |                  |  |  |            |            |            |  |  | A1                | Cuba              | 1                 |
|  |                  |                  |                  |  |  | A1         | Cuba       | 3          |  |  |                   |                   |                   |
|  | B2               | Porto Rico       | 2                |  |  | A3         | México     | 2          |  |  | Medalha de bronze | Medalha de bronze | Medalha de bronze |
|  | A3               | México           | 3                |  |  |            |            |            |  |  | A2                | Argentina         | 3                 |
|  |                  |                  |                  |  |  |            |            |            |  |  | A3                | México            | 2                 |

### Quartas-de-final
| 27 de outubro 18:00 Relatório | Argentina      | 3–2                           | Estados Unidos | Complexo Pan-Americano de Voleibol, Guadalajara Público: 3 400 Árbitro(s): DOM Ramirez e VEN Giménez |
| 27 de outubro 18:00 Relatório | 25 19 25 17 15 | Set 1 Set 2 Set 3 Set 4 Set 5 | 17 25 18 25 11 | Complexo Pan-Americano de Voleibol, Guadalajara Público: 3 400 Árbitro(s): DOM Ramirez e VEN Giménez |

| 27 de outubro 20:00 Relatório | Porto Rico    | 2–3                           | México         | Complexo Pan-Americano de Voleibol, Guadalajara Público: 4 000 Árbitro(s): CUB Castillo e CAN Dziewirz |
| 27 de outubro 20:00 Relatório | 26 25 26 21 9 | Set 1 Set 2 Set 3 Set 4 Set 5 | 24 16 28 25 15 | Complexo Pan-Americano de Voleibol, Guadalajara Público: 4 000 Árbitro(s): CUB Castillo e CAN Dziewirz |

### Classificação 5º–8º lugar
| 28 de outubro 12:00 Relatório | Venezuela      | 2–3                           | Estados Unidos | Complexo Pan-Americano de Voleibol, Guadalajara Público: 3 100 Árbitro(s): MEX González e BRA Silveira |
| 28 de outubro 12:00 Relatório | 25 17 25 18 13 | Set 1 Set 2 Set 3 Set 4 Set 5 | 21 25 21 25 15 | Complexo Pan-Americano de Voleibol, Guadalajara Público: 3 100 Árbitro(s): MEX González e BRA Silveira |

| 28 de outubro 19:00 Relatório | Canadá     | 3–1                           | Porto Rico    | Complexo Pan-Americano de Voleibol, Guadalajara Público: 2 500 Árbitro(s): VEN Giménez e CUB Castillo |
| 28 de outubro 19:00 Relatório | 25 19 25 – | Set 1 Set 2 Set 3 Set 4 Set 5 | 20 25 19 20 – | Complexo Pan-Americano de Voleibol, Guadalajara Público: 2 500 Árbitro(s): VEN Giménez e CUB Castillo |

### Semifinais
| 28 de outubro 14:00 Relatório | Brasil     | 3–1                           | Argentina     | Complexo Pan-Americano de Voleibol, Guadalajara Público: 3 000 Árbitro(s): CAN Dziewirz e USA Genitrini |
| 28 de outubro 14:00 Relatório | 26 27 25 – | Set 1 Set 2 Set 3 Set 4 Set 5 | 28 25 22 15 – | Complexo Pan-Americano de Voleibol, Guadalajara Público: 3 000 Árbitro(s): CAN Dziewirz e USA Genitrini |

| 28 de outubro 17:00 Relatório | Cuba        | 3–2                           | México      | Complexo Pan-Americano de Voleibol, Guadalajara Público: 3 500 Árbitro(s): ARG Pierobon e PUR Piñero |
| 28 de outubro 17:00 Relatório | 25 28 25 17 | Set 1 Set 2 Set 3 Set 4 Set 5 | 21 27 30 15 | Complexo Pan-Americano de Voleibol, Guadalajara Público: 3 500 Árbitro(s): ARG Pierobon e PUR Piñero |

### Disputa pelo 7º lugar
| 29 de outubro 13:00 Relatório | Venezuela  | 2–3                           | Porto Rico  | Complexo Pan-Americano de Voleibol, Guadalajara Público: 2 500 Árbitro(s): USA Genitrini e DOM Ramírez |
| 29 de outubro 13:00 Relatório | 23 19 25 8 | Set 1 Set 2 Set 3 Set 4 Set 5 | 25 19 21 15 | Complexo Pan-Americano de Voleibol, Guadalajara Público: 2 500 Árbitro(s): USA Genitrini e DOM Ramírez |

### Disputa pelo 5º lugar
| 29 de outubro 15:00 Relatório | Estados Unidos | 3–2                           | Canadá         | Complexo Pan-Americano de Voleibol, Guadalajara Público: 2 500 Árbitro(s): MEX González e PUR Piñero |
| 29 de outubro 15:00 Relatório | 22 25 21 19    | Set 1 Set 2 Set 3 Set 4 Set 5 | 25 15 19 25 17 | Complexo Pan-Americano de Voleibol, Guadalajara Público: 2 500 Árbitro(s): MEX González e PUR Piñero |

### Disputa pelo bronze
| 29 de outubro 18:00 Relatório | México      | 2–3                           | Argentina      | Complexo Pan-Americano de Voleibol, Guadalajara Público: 4 000 Árbitro(s): BRA Silveira e CUB Castillo |
| 29 de outubro 18:00 Relatório | 18 25 22 13 | Set 1 Set 2 Set 3 Set 4 Set 5 | 25 22 20 25 15 | Complexo Pan-Americano de Voleibol, Guadalajara Público: 4 000 Árbitro(s): BRA Silveira e CUB Castillo |

### Final
| 29 de outubro 20:00 Relatório | Cuba          | 1–3                           | Brasil     | Complexo Pan-Americano de Voleibol, Guadalajara Público: 3 522 Árbitro(s): ARG Pierobon e CAN Dziewirz |
| 29 de outubro 20:00 Relatório | 11 26 18 19 – | Set 1 Set 2 Set 3 Set 4 Set 5 | 25 24 25 – | Complexo Pan-Americano de Voleibol, Guadalajara Público: 3 522 Árbitro(s): ARG Pierobon e CAN Dziewirz |

## Classificação final
| Pos.              | Equipe             | Campanha | Campanha |
| Pos.              | Equipe             | V        | D        |
| ----------------- | ------------------ | -------- | -------- |
| Medalha de ouro   | BRA Brasil         | 5        | 0        |
| Medalha de prata  | CUB Cuba           | 4        | 1        |
| Medalha de bronze | ARG Argentina      | 3        | 3        |
| 4                 | MEX México         | 3        | 3        |
| 5                 | USA Estados Unidos | 3        | 3        |
| 6                 | CAN Canadá         | 2        | 3        |
| 7                 | PUR Porto Rico     | 2        | 4        |
| 8                 | VEN Venezuela      | 0        | 5        |